# Arthur Berry
Arthur Berry (Liverpool, Regne Unit de la Gran Bretanya i Irlanda 1888 - íd. Regne Unit 1953) fou un futbolista anglès, guanyador de dues medalles olímpiques d'or.

## Biografia
Va néixer el 3 de gener de 1888 a la ciutat de Liverpool, població situada al comtat metropolità de Merseyside, que en aquells moments formava part de l'anomenat Regne Unit de la Gran Bretanya i Irlanda (actual Regne Unit). Va morir el 15 de març de 1953 a la seva residència de Liverpool.

## Carrera esportiva
Membre de l'Oxford University Association Football Club, un dels clubs més prestigiosos de principis del segle XX a Anglaterra, al llarg de la seva carrera jugà al Liverpool F.C., Fulham F.C., Everton F.C., Wrexham A.F.C., Northern Nomads i l'Oxford City F.C.
Jugà 24 partits amb la selecció de futbol d'Anglaterra entre els anys 1908 i 1913. Va marcar 10 gols, inclòs un pòquer contra Suècia el 8 de setembre de 1908. Així mateix participà, als 20 anys, als Jocs Olímpics d'Estiu de 1908 celebrats a Londres (Regne Unit) amb la selecció unificada del Regne Unit, amb la qual aconseguí guanyar la medalla d'or. En els Jocs Olímpics d'Estiu de 1912 celebrats a Estocolm (Suècia) aconseguí revalidar el seu títol olímpic.
Es retirà de la competició activa l'any 1914, esdevenint posteriorment procurador dels tribunals i directiu del Liverpool FC.